# New Deal

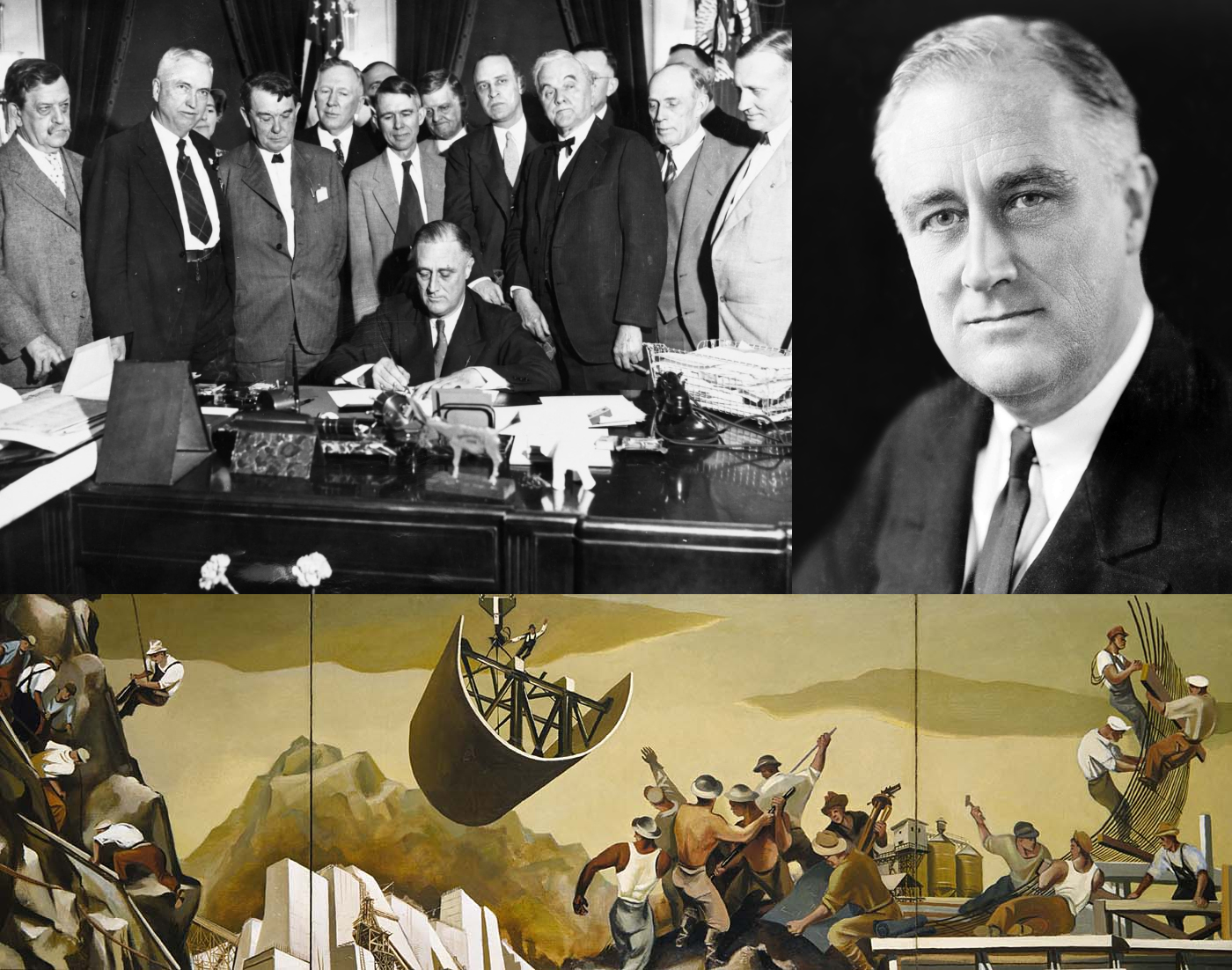
In alto a sinistra la firma del Tennessee Valley Authority Act del 1933; in alto a destra il presidente Franklin D. Roosevelt; in basso murale pubblico della Works Progress Administration

Con New Deal («nuovo corso» o letteralmente «nuovo patto») si intende il piano di riforme economiche e sociali promosso dal presidente statunitense Franklin Delano Roosevelt fra il 1933 e il 1943 allo scopo di risollevare il Paese dalla grande depressione che aveva travolto gli Stati Uniti d'America a partire dal 1929 (il «Giovedì nero»).

## Premesse storiche

### La politica economica degli anni '20
Dopo la prima guerra mondiale gli Stati Uniti erano diventati la prima potenza economica mondiale ed avevano raggiunto livelli di ricchezza molto più alti di quelli dell'Europa. Fra il 1922 e il 1928 la produzione industriale era cresciuta del 64% rispetto al magro 12% del decennio precedente. La diffusione della seconda rivoluzione industriale implicò produzione di massa in tutti i settori mentre la nascita di nuove forme di distribuzione, associata a moderne tecniche pubblicitarie e alla possibilità di acquistare i prodotti a rate, favorì il consumo di massa.
Di fronte a questa imponente crescita economica i presidenti repubblicani Warren G. Harding, Calvin Coolidge e Herbert Hoover agirono sulla base di un dogma classicamente liberista: lo Stato doveva fare un passo indietro di fronte agli interessi privati e, pertanto, per favorire gli investimenti:
- rinunciarono a qualsiasi forma di controllo sulle grandi concentrazioni finanziarie emergenti;
- diminuirono la spesa pubblica;
- ridussero al minimo le imposte sui redditi;
- mantennero basso il tasso di interesse, in modo da favorire l'accesso al credito da parte delle imprese.

Va ricordato che a questa teoria e ricostruzione storica se ne oppone una antitetica che sostiene con numerosi libri, articoli scientifici, saggi sociologici ed economici che la causa del crollo economico del 1929 sia da attribuirsi alle politiche espansionistiche della Federal Reserve e dunque allo statalismo. Tra i pensatori, economisti e sociologi di questa opinione vanno ricordati i premi Nobel per l'economia Friedrich Von Hayek e Milton Friedman oltre a figure intellettuali di spicco che hanno segnato il pensiero liberale e libertario come Ludwigh Von Mises e Murray N. Rothbard.

### Il boom della Borsa e la crisi del '29
Nel corso degli anni venti l'investimento in borsa era diventato un fenomeno di massa e sempre più persone investivano i propri risparmi acquistando azioni per poi rivenderle poco dopo incassando la differenza. Nel 1925 nella Borsa di New York si trattavano 500.000 azioni salite a 1.100.000 nei primi mesi del 1929 e, fra il 1927 e il 1929, il valore delle azioni raddoppiò.
Mentre una parte della popolazione investiva fiduciosa in borsa, milioni di statunitensi vivevano in condizioni di sofferenza in quanto i salari degli operai crescevano a un ritmo molto più blando della produzione e gli agricoltori dell'est assistevano impotenti a una drastica discesa dei prezzi dei prodotti agricoli, causata dalla forte sovrapproduzione. L'aumento del reddito e della prosperità aveva coinvolto solo una parte della popolazione (ad esempio il 5% degli statunitensi possedeva un terzo dell'intero reddito nazionale), mentre il 71% della popolazione possedeva un reddito annuo inferiore a 2500 dollari, lo stretto necessario per vivere in maniera dignitosa. Ciò significava che la maggioranza degli statunitensi, pur avendo migliorato la propria condizione, non era ancora in grado di assorbire tutta la produzione industriale e agricola. Altro elemento che stava contribuendo a rendere instabile l'economia statunitense era la forte frammentazione del sistema bancario che rendeva le banche, quasi tutte piccole, vulnerabili nei periodi di crisi.
L'euforia speculativa di Wall Street crollò improvvisamente il 24 ottobre 1929 (il "giovedì nero") quando in poco tempo furono vendute milioni di azioni con un ribasso delle quotazioni apparentemente inarrestabile. I guadagni di mesi scomparvero in poche ore, mandando sul lastrico centinaia di risparmiatori grandi e piccoli. Il forte periodo di depressione che seguì provocò un forte aumento della disoccupazione, il crollo dei consumi e della produzione industriale. Il tracollo delle importazioni, inoltre, colpì anche i Paesi che esportavano materie prime negli Stati Uniti (ad esempio il Cile che forniva rame agli USA).
Il governo statunitense, nonostante le buone intenzioni del presidente Hoover, non riuscì a risolvere o quantomeno a tamponare la forte depressione economica. I provvedimenti economici varati infatti si rivelarono inconsistenti e non all'altezza della situazione. Solo nell'inverno 1931-32, quando gli Stati Uniti avevano vissuto già due anni di profonda crisi, Hoover autorizzò alcune misure economiche più incisive (creazione di un ente per erogare prestiti alle banche in crisi, stanziamenti vari a sostegno delle attività produttive). Queste iniziative rinforzarono le strutture finanziarie ma non riattivarono l'economia: la disoccupazione arrivò a toccare punte del 20%, le industrie chiusero e licenziarono mentre migliaia di banche, non rimborsate dei prestiti concessi, fallirono, scatenando il panico fra i risparmiatori.

### L'elezione di Roosevelt
Alle elezioni presidenziali negli Stati Uniti d'America del 1932 il candidato democratico Franklin Delano Roosevelt promise una serie di misure urgenti al fine di rilanciare l'economia statunitense, colpita da tre anni di dura depressione. Eletto presidente, Roosevelt affermò in un discorso poi passato alla Storia:

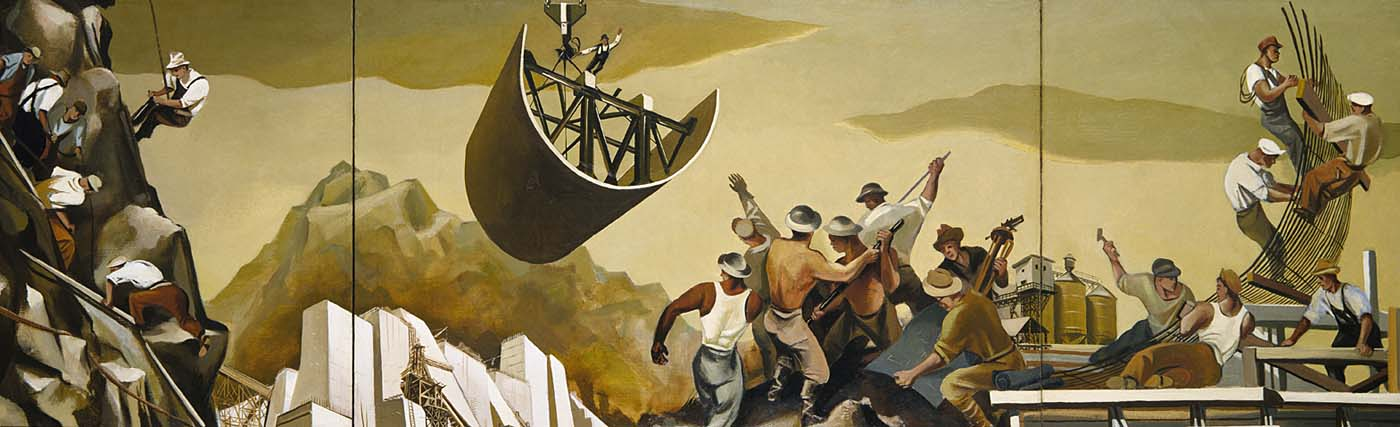
Mural evocativo della ripresa economica statunitense sotto il New Deal.

(Discorso inaugurale del 4 marzo 1933)

## Il primo New Deal (1933-34)

### I primi cento giorni
Roosevelt in un suo celebre discorso avvenuto a Chicago durante la campagna elettorale aveva annunciato l'intenzione di dare un “new deal” (nuovo corso, o nuovo accordo) alla politica economica statunitense senza però specificare nel dettaglio quali erano le sue intenzioni effettive. Durante i quattro mesi che passarono dall'elezione all'insediamento la crisi continuò a peggiorare a tal punto che il giorno dell'insediamento del presidente, il 4 marzo 1933, la maggior parte degli Stati aveva chiuso a tempo indeterminato le banche al fine di evitare il collasso dell'intero sistema bancario dovuto ai bank run e che sembrava ormai imminente. Il presidente convocò d'urgenza il Congresso sottoponendogli un disegno di legge che fu approvato dopo poche ore di dibattito.
L'Emergency Banking Act istituì un'estensione delle festività ("bank holiday") inizialmente di 8 giorni consecutivi (poi ridotti a quattro), al fine di sondare la liquidità e la solidità degli istituti di credito, prima della riapertura. La legge bancaria di emergenza inoltre assoggettò le banche al controllo federale garantendo così maggiore sorveglianza contro speculazioni e azioni finanziarie sconsiderate. Il 12 marzo Roosevelt tenne la prima delle sue periodiche “chiacchiere al caminetto”, dei messaggi radiofonici rivolti al popolo statunitense. In questo primo discorso il presidente comunicò ai suoi concittadini che il peggio era passato, che le banche erano sicure e che la gente poteva tornare nuovamente a depositare il denaro. Gli statunitensi gli credettero e il pericolo del collasso del sistema bancario fu superato.
Durante i primi cento giorni di amministrazione Roosevelt indusse il Congresso ad approvare una serie di provvedimenti al fine di rilanciare l'economia. Questi provvedimenti erano in gran parte suggeriti dal brain trust, un gruppo di docenti universitari e ricercatori che aveva il compito di consigliare il presidente sulle scelte giuste per combattere la crisi. Facevano parte di questo gruppo di lavoro tre professori universitari della Columbia University (Rexford G. Tugwell, Raymond Moley e Adolf A. Berle Jr.), il giudice Samuel Rosenman e Felix Frankfurter, docente dell'Università Harvard.
Alla legge di emergenza bancaria fecero seguito altri importanti provvedimenti: 
- Lo stanziamento di 500 milioni di dollari per impiegare i disoccupati in programmi di lavori pubblici (costruzione e manutenzione di strade, scuole, parchi, campi gioco, ecc).[7]

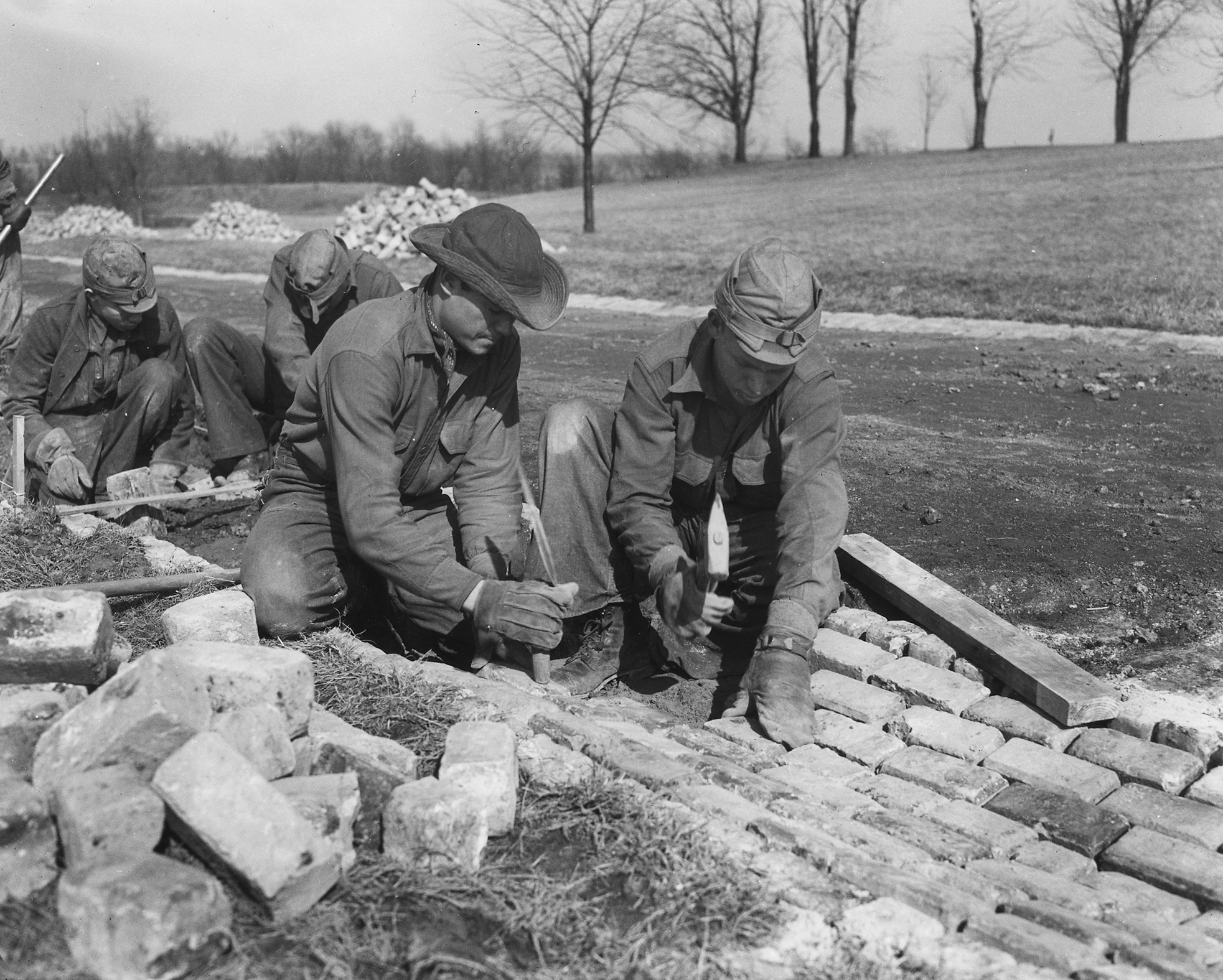
Alcuni partecipanti al programma Civilian Conservation Corps immortalati mentre lavorano alla costruzione di una strada rurale.

- L'istituzione del Civilian Conservation Corps (CCC), la cui nascita fu chiesta espressamente da Roosevelt in un messaggio al Congresso del 21 marzo 1933 e che dal 1933 al 1942 assoldò oltre tre milioni di disoccupati che furono destinati a curare la manutenzione e la conservazione delle risorse naturali. Lo stato forniva loro un riparo, dei vestiti, del cibo e un salario di 30 dollari al mese (una parte del salario doveva essere però inviato alle famiglie). Questo intervento, oltre a creare posti di lavoro, inculcava nelle persone la consapevolezza di vivere in un ambiente naturale che necessitava di maggiore rispetto e di un'attenta pianificazione. I partecipanti a questo programma, in nove anni di lavoro, piantarono oltre tre miliardi di alberi, migliorarono la fruibilità dei parchi nazionali e contribuirono a spegnere gli incendi boschivi e a migliorare le tecniche antincendio.[9]
- La riforma monetaria portò ad abbandonare la parità aurea del dollaro statunitense e consentì alla FED di aumentare la quantità di moneta in circolazione[10] nella speranza di far cessare la deflazione nel mercato interno e di stimolare le esportazioni. Questa misura favorì anche la produzione industriale, che aumentò del 25% entro il 1937, e del 50% entro il 1942.[11]
- La legge di bilancio approvata il 14 marzo 1933 tagliò le spese del bilancio federale, gli stipendi pubblici e le pensioni ai veterani della prima guerra mondiale. Di fronte a questo provvedimento, apparentemente contraddittorio, Roosevelt si giustificò affermando che sosteneva l'esistenza di due bilanci separati: il bilancio "normale" federale che doveva essere messo in pareggio, e il "bilancio di emergenza" che serviva per sconfiggere la depressione.[12]
- L'abrogazione del proibizionismo portò alla fine del mercato nero della produzione e del commercio degli alcolici. La libera produzione e vendita delle bevande alcoliche, regolarmente tassate, comportò un aumento delle entrate comunali e federali, e stimolò anche la creazione di nuovi posti di lavoro oltre a rappresentare un duro colpo alla criminalità organizzata e alla mafia che gestivano il commercio clandestino degli alcolici.[13]
- Il National Industrial Recovery Act, approvato dopo un non facile iter parlamentare, garantiva la protezione dei sindacati e la concorrenza leale fra le imprese. Questa legge inoltre regolò il prezzo di alcuni beni di prima necessità e istituì la Public Works Administration, un'agenzia federale destinata a costruire grandi opere pubbliche (dighe, scuole, ospedali, case popolari, tribunali). La Tennessee Valley Authority ha avviato una seria pianificazione per sfruttare l'importante bacino idrico del Tennessee mediante la costruzione di imponenti dighe per la produzione di energia elettrica.[14]
- La creazione di un'apposita agenzia di elettrificazione portò la luce elettrica in tutti gli Stati Uniti e favorì anche il miglioramento delle condizioni degli agricoltori. Il settore agricolo, gravemente colpito dalla depressione, fu interessato dall'Agricultural Adjustment Act che ha sovvenzionato gli agricoltori che riducevano i raccolti e gli allevatori che eliminavano l'eccesso di bestiame. Obiettivo della legge era quello di ridurre la forte sovrapproduzione agricola e, contemporaneamente, di far aumentare i prezzi che avevano subito un notevole ribasso. Le sovvenzioni agli agricoltori erano finanziate da un'apposita imposta sulle società.[15]
- Il Glass-Steagall Banking Act (1933) vietò alle banche commerciali di operare nel settore finanziario, per evitare che venissero utilizzati i depositi per fini speculativi.[16] Inclusa in questa legge, più precisamente nel Banking Act, fu prevista l'introduzione della Federal Deposit Insurance Corporation, che garantiva la copertura dei depositi dei singoli risparmiatori fino all’ammontare di 5000 dollari.[17]
- Il Securities and Exchange Act istituì una commissione di controllo sulle operazioni di borsa. Nella stessa legge era presente anche una norma che vietava le azioni speculative e la cessione di azioni senza il pagamento di almeno il 55% del valore della transazione.[16]

### La riforma fiscale

Il grafico raffigura il tasso di occupazione negli Stati Uniti tra il 1920 e il 1940.

Roosevelt intraprese anche una riforma del sistema fiscale ed in particolar modo delle imposte dirette. Con la legge sulle entrate del 1934 fu disposto l'aumento delle aliquote per i redditi più alti. L'anno successivo con legge del 30 agosto 1935 furono aumentate le imposte sui redditi più elevati: l'aliquota più alta passò infatti dal 63% al 75%. Con la legge delle entrate del 1936 l'aliquota che colpiva i redditi più alti subì un ulteriore aumento sino ad arrivare al 79%.
Questi provvedimenti scatenarono le critiche dei conservatori e dei ricchi uomini della finanza statunitense che furono appellati da Roosevelt "monarchici dell'economia", portatori di avidità e di egoismo.

## L'opposizione al New Deal

### I movimenti conservatori e radicali
Inizialmente i provvedimenti economici del New Deal non ebbero grandi oppositori ma, con il passare del tempo e con il superamento della fase più cupa della crisi economica, si fecero strada principalmente due aree di opposizione e di critica. I più critici erano sicuramente i repubblicani e i democratici conservatori che contestavano l'intervento federale nell'economia, il sempre crescente peso della presidenza a scapito del parlamento, l'aumento del deficit pubblico e l'alto costo dei provvedimenti assistenziali. All'interno del partito di Roosevelt il fronte contrario al New Deal era finanziato dalla ricca famiglia Du Pont e godeva, fra gli altri, dell'appoggio di Al Smith e di John W. Davis, che rispettivamente nel 1924 e nel 1928 erano stati i candidati democratici alla presidenza (entrambi sconfitti).
Di tutt'altro parere erano i diversi movimenti "radicali" che chiedevano invece delle riforme ancora più incisive e spinte. Uno di questi movimenti fu fondato da Francis Townsend, un medico californiano che chiedeva l'istituzione di un sussidio federale di 200 dollari al mese per ogni cittadino che avesse raggiunto i sessanta anni di età. Nel 1935 il movimento di Townsend contava ben cinque milioni di iscritti. Un altro movimento maggiormente estremista era quello fondato da padre Charles Coughlin che mirava a nazionalizzare le banche e a istituire un modello corporativistico sul modello mussoliniano. Una via di mezzo fra questi due movimenti era il gruppo che seguiva l'ex governatore della Louisiana Huey Long che chiedeva un'equa redistribuzione della ricchezza e il divieto di avere un reddito superiore al milione di dollari. Tutti questi movimenti non ebbero influenza sull'attività parlamentare.

### Lo scontro con la Corte Suprema
Nel 1935-1936 la Corte Suprema, che era in gran parte composta da giudici conservatori nominati dai vari presidenti repubblicani che avevano preceduto Roosevelt, dichiarò incostituzionali diversi provvedimenti del primo New Deal tra cui il National Industrial Recovery Act. La lunga controversia che nacque vide nascere una forte contrapposizione fra la Corte e la presidenza degli Stati Uniti.
Roosevelt, forte anche della sua rielezione, si appellò agli statunitensi indicando la Corte Suprema come l'organo rappresentante i ceti più elevati che si opponeva a un'equa redistribuzione della ricchezza. Egli inoltre propose al Congresso un progetto di legge (il Judiciary Reorganization Bill of 1937) che, se fosse stato approvato, avrebbe permesso al presidente di nominare altri giudici aggiuntivi fino a un totale complessivo di quindici. Il piano fu respinto dal Congresso anche grazie all'opposizione di una parte dei Democratici, tuttavia ebbe alcuni effetti. Con una mossa cinicamente chiamata come "il cambiamento giusto in tempo per evitarne nove" (in inglese the switch in time to save nine), uno dei giudici conservatori, Owen Roberts, spostò inesplicabilmente il suo voto nella causa West Coast Hotel Co. contro Parrish, cambiando l'equilibrio ideologico della Corte. Poco dopo si dimise il giudice Willis Van Devanter, rafforzando la posizione di Roosevelt. Non passò molto, tuttavia, prima che il tempo consentisse a Roosevelt di avere la Corte dalla sua parte, poiché la conclusione del mandato gli permise di riempire tutti i nove posti eccetto uno, con nomine di suo gradimento.
La vicenda comunque rappresentò il più grave conflitto sorto tra poteri costituzionali durante tutta la storia statunitense.

## Il secondo New Deal (1935-38)

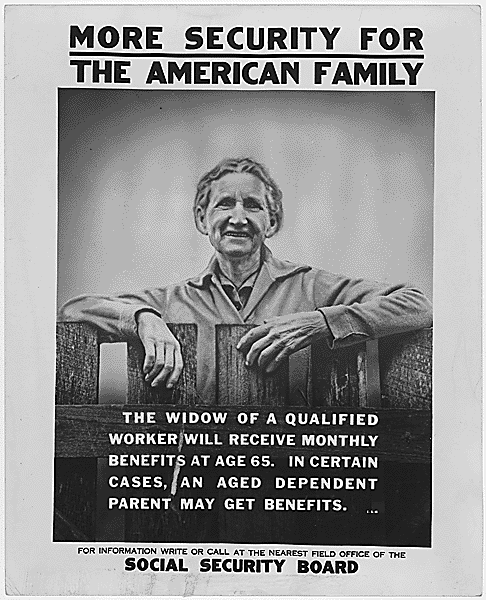
Un poster pubblicizza l'adesione al sistema di sicurezza sociale istituito durante il secondo New Deal.

Le decisioni di incostituzionalità della Corte Suprema limitarono fortemente l'effetto delle leggi contro la depressione approvate nel biennio 1933-34. Di fronte a tale situazione il Congresso approvò un nuovo pacchetto di riforme economiche e sociali meglio noto come "Secondo New Deal".

### Social Security Act
L'atto di maggior peso del secondo pacchetto di riforme fu senza dubbio il Social Security Act, destinato a istituire negli Stati Uniti un sistema di sicurezza e di protezione sociale sul modello di altri stati. Il provvedimento, finanziato dai contributi dei datori di lavoro e dei lavoratori nonché con i fondi del bilancio federale, erogava contributi in caso di disoccupazione, vecchiaia e disabilità.

### National Labor Relations Act
Dopo la dichiarazione di incostituzionalità del National Industrial Recovery Act, il Congresso varò una nuova legge destinata ad appoggiare i diritti dei lavoratori e dei sindacati. Il National Labor Relations Act del 1935 (chiamato familiarmente Wagner Act, dal nome del senatore che la ideò) riconosceva il diritto dei lavoratori di discutere l'ammontare dei salari e di organizzarsi in sindacati liberi e indipendenti. La legge creò anche un ente che doveva impedire il ricorso delle aziende a pratiche di lavoro irregolari.

## Meriti e critiche
Il New Deal mutò radicalmente i rapporti fra economia e politica, fra i cittadini e lo Stato. Grazie all'energia e alla fiducia che Roosevelt inculcò negli statunitensi con le sue "chiacchiere al caminetto" e i suoi discorsi, i cittadini statunitensi iniziarono a rinunciare al sentimento di rassegnazione che aveva accompagnato i primi anni della depressione. Il New Deal gettò le basi del "welfare state", un sistema in cui lo Stato assicurava alla popolazione dei diritti fondamentali come l'assistenza e la vita dignitosa in caso di disoccupazione o vecchiaia. Mutò anche il ruolo dello Stato nell'economia: il potere pubblico non era più un semplice spettatore ma, viceversa, aveva acquisito un ruolo di regolazione del sistema economico al fine di scongiurare la nascita di forti tensioni sociali. Mutò radicalmente anche il ruolo dei sindacati che fino ad allora venivano visti dagli imprenditori come pericolosi nemici da combattere. Roosevelt li coinvolse nei suoi provvedimenti assicurando loro protezione. La creazione di agenzie, enti e uffici, oltre a creare numerosi posti di lavoro, ampliò notevolmente i compiti e la sfera di influenza della pubblica amministrazione e della burocrazia, un fenomeno sino ad allora sconosciuto agli statunitensi che erano abituati a vedere un'amministrazione federale snella e con poche attribuzioni.
Il New Deal non era un programma di provvedimenti economici omogenei fra di loro. Spesso c'erano norme contrastanti, contraddittorie o ripetitive. Roosevelt infatti non seguiva una filosofia economica precisa: spesso gli piaceva sperimentare le proposte dei suoi consiglieri. A parte la legge di emergenza bancaria, tutte le altre norme sono state anche abbastanza criticate da alcuni economisti. Ad esempio, la legge di emergenza sull'agricoltura fu definita "carestia organizzata". Gli agricoltori infatti distrussero intere piantagioni di tabacco e cotone e macellarono sei milioni di maiali. La legge però ebbe l'effetto di raddoppiare il reddito degli agricoltori, che era stato gravemente compromesso dalla crisi economica. Altre critiche colpirono il Social Security Act, considerato insufficiente e pieno di difetti. Le pensioni erano basse e i contributi di disoccupazioni avevano breve durata, tuttavia questo provvedimento rimase un punto di riferimento per le successive riforme previdenziali e sanitarie.
I risultati del New Deal sono notevoli. I disoccupati, che nel 1932 erano 12,5 milioni, nel 1935 i livelli di disoccupazione tornarono al periodo pre-crisi. Il New Deal probabilmente favorì una piena ripresa economica e gli statunitensi percepirono l'era Roosevelt come un periodo caratterizzato da forte fiducia e ottimismo, e "come una fase in cui la politica aveva saputo dare risposte efficaci alla crisi economica e alle difficoltà dei cittadini". Non a caso Franklin Delano Roosevelt fu l'unico presidente statunitense che governò per ben quattro mandati essendo stato sempre rieletto con ampie maggioranze di voti (57,4% nel 1932, 60,8% nel 1936, 54,7% nel 1940, 53,4% nel 1944).

## La visione «austriaca»
Secondo la «scuola austriaca», il New Deal non fu altro che la continuazione e l'aumento dell'interventismo statale iniziato negli anni dieci col presidente Woodrow Wilson e culminato negli anni venti con Herbert Hoover.
Molti economisti austriaci, tra i quali spicca Murray N. Rothbard, sostennero che l'effetto del New Deal fu tutt'altro che miracoloso come da molti sostenuto, dato che già nel 1937 ci fu un'ulteriore depressione, che fermò nuovamente l'economia statunitense, e che l'occupazione in quegli anni aumentò al massimo d'un paio di milioni di lavoratori, lasciando senza lavoro nel 1939 più di dieci milioni di americani.
La conclusione austriaca è quindi che l'occupazione americana non aumentò grazie al New Deal di Roosevelt, bensì grazie alla seconda guerra mondiale, che assorbì l'enorme sacca di disoccupati.